# King Khan and the Shrines
King Khan and the Shrines, faisant parfois référence à King Khan and (His) Sensational Shrines ou The Supreme Genius of King Khan and His Sensational Shrines, est un groupe de garage rock et soul psychédélique allemand, originaire de Montréal, Québec, au Canada. Le groupe est désormais localisé à Berlin.

## Biographie
Né à Montréal au Québec, Arish Ahmad Khan forme avec une bande de copains (dont le batteur Mark Sultan) un groupe punk nommé Spaceshits. Au milieu des années 1990, les jeunes punks enregistrent plusieurs albums, mais sont bannis de plusieurs salles de concert en raison de leur comportement sur scène. À la dissolution du groupe, Arish Ahmad Khan s'envole pour l'Europe et s'installe en Allemagne. 
Profondément influencé par l'univers musical de Sun Ra, Khan ambitionne de monter un groupe mélangeant musique soul, free jazz et gospel. Personnalité excentrique, Arish Ahmad Khan se promène dans la rue souvent avec un casque allemand vissé sur la tête. Les clochards de son quartier le surnommant Kaiser, Arish Ahmad décide d'endosser le personnage théâtral de King Khan. Il rassemble autour de lui des musiciens venus d'horizons différents et fonde King Khan and the Shrines en 1999.

## Discographie
- 2000 : Spread Your Love Like Peanut Butter (Sounds of Subterrania)
- 2001 : Three Hairs and You're Mine (Voodoo Rhythm Records)
- 2003 : Smash Hits (Vicious Circle Records)
- 2004 : Mr Supernatural (Hazelwood Records)
- 2004 : Billiards at Nine Thirty (Sounds of Subterrania)
- 2007 : What Is?! (Hazelwood Records (Europe), Vice Records (USA))
- 2008 : The Supreme Genius of King Khan and the Shrines (Vice Records)
- 2013 : Idle No More (Merge Records)